# 有川貞広
有川 貞広(ありかわ さだひろ)は日本の実業家である。鹿児島県出身。
上海理光伝真機有限公司副総経理、静岡リコー株式会社代表取締役社長、リコー九州株式会社代表取締役社長、コカ・コーラウエストジャパン株式会社社外取締役、株式会社リコー執行役員、リコーリース株式会社代表取締役社長執行役員・CEOなどを歴任した。

## 来歴
鹿児島県立鶴丸高校を経て、1971年鹿児島大学法文学部卒業、同年株式会社リコーに入社。
1994年上海理光伝真機有限公司副総経理、1998年静岡リコー株式会社代表取締役社長、
2001年リコー九州株式会社代表取締役社長、2003年コカ・コーラウエストジャパン株式会社社外取締役、
2004年株式会社リコー執行役員、2009年４月リコーリース株式会社常務執行役員、
2009年6月同社代表取締役社長執行役員、2010年同社代表取締役社長執行役員・CEOを歴任。
リコーリース株式会社代表取締役社長執行役員期間中に4年連続の増益・2年連続の最高益更新と
取扱高及び営業資産残高の最高値更新を果たした。
また、日経環境経営度やCSR企業ランキングで上位の外部評価を獲得した。

株主に対しては配当を毎年増やし、１８期連続の増配を実現し、２０１４年に勇退。
| スタブアイコン | サブスタブ | この項目は、まだ閲覧者の調べものの参照としては役立たない、人物に関連した書きかけの項目です。この項目を加筆・訂正などしてくださる協力者を求めています（P:人物伝/PJ:人物伝）。 |